# گالون

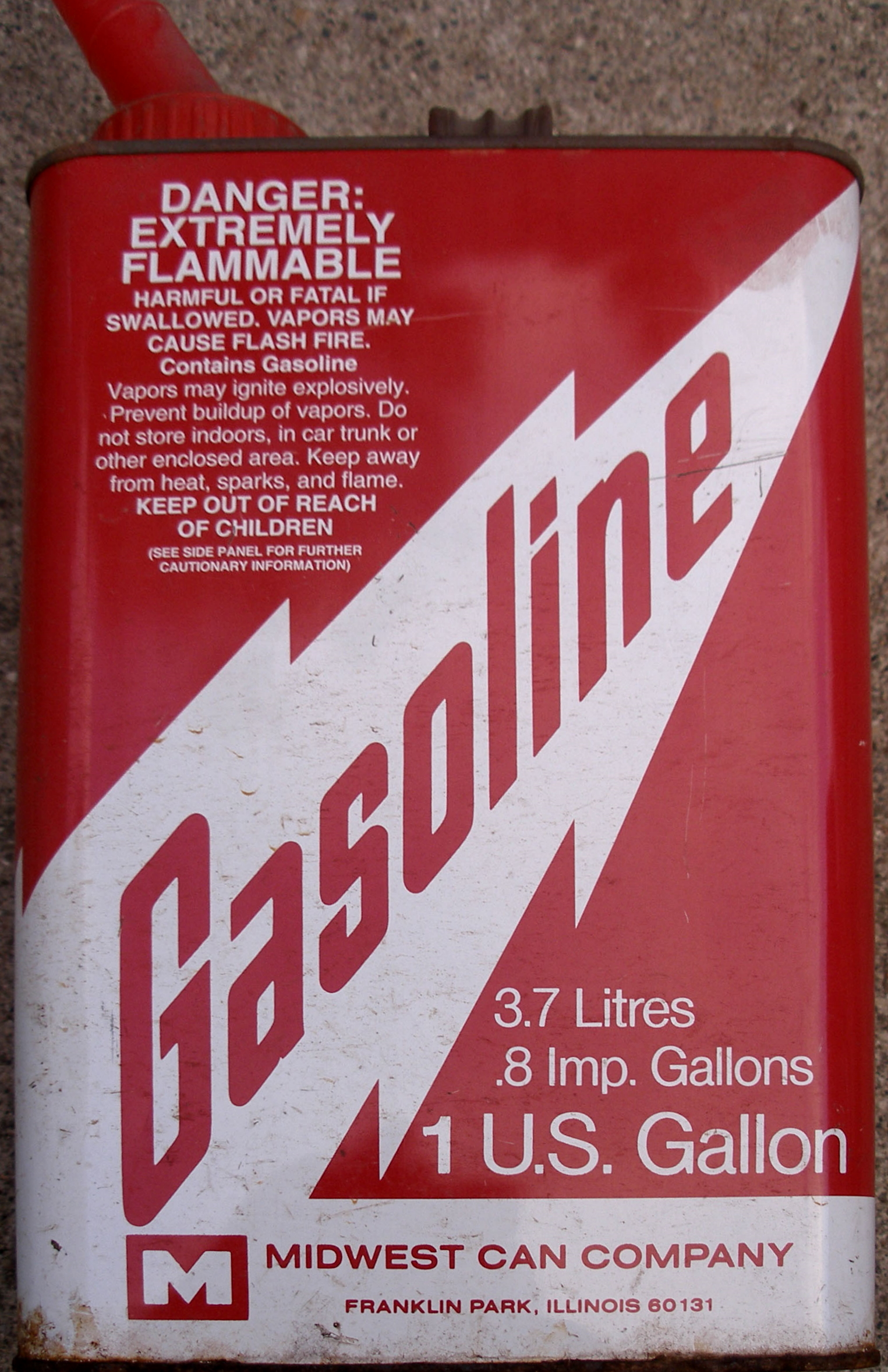
گالن آمریکا

گالون یا گالن، یکای حجم است که در هر دو سیستم، «یکاهای متعارف آمریکایی» و «سلطنتی بریتانیایی» در سه مقدار متفاوت، مورد استفاده قرار می‌گیرد.
در بریتانیا، کانادا و برخی از کشورهای حوزه کارائیب از «گالن امپریال» یا «گالن سلطنتی» استفاده می‌شود که تقریباً برابر با ۴٫۵۴۶۰۹۲ لیتر می‌باشد. «گالن آمریکایی» برای مواد مایع در آمریکا و برخی از کشورهای آمریکای لاتین که مقدارش تقریباً ۳٫۷۸۵۴۱۲ لیتر است. «گالن آمریکایی» که برای مواد جامد که به ندرت استفاده می‌شود که مقدارش تقریباً ۴٫۴۰ لیتر می‌باشد. در ایران هر گالن ۳/۷۸ لیتر می‌باشد.

کدام کشورها از کدام یکای حجمی استفاده می‌کنند:
لیتر
گالون آمریکایی
گالون سلطنتی
نامشخص